# Râul Tragoe
Râul Tragoe este un curs de apă, afluent al râului Șușița. 